# Nunc sancte nobis spiritus
Nunc sancte nobis spiritus (łac. Teraz wzywamy Ciebie, Duchu) − jeden ze starożytnych łacińskich hymnów liturgicznych, którego autorstwo przypisywane jest św. Ambrożemu z Mediolanu.
Hymn odmawiany jest w liturgii godzin Kościoła rzymskokatolickiego w modlitwie przedpołudniowej 1. tygodnia psałterza. Jest modlitwą wezwania do Ducha Świętego. Hymn odmawiany jest w godzinach porannych, kiedy według przekazu biblijnego na Maryję i Apostołów zgromadzonych w Wieczerniku w Jerozolimie zstąpił obiecany przez Chrystusa Pocieszyciel − trzecia godzina dnia.

## Treść
W pierwszej strofie przypomniane zostaje Bóstwo Ducha Świętego. Proszący wzywają trzecią Osobę Trójcy Świętej, by napełniła życiodajnym światłem serca modlących. W drugiej zwrotce od prośby o moc w chwaleniu Ducha Świętego mową, czynami, myślą i wolą przechodzi się do błagania o dar miłości zdolnej objąć wszystkich ludzi. Trzecia zwrotka rozpoczyna się prośbą o dar poznania całej Trójcy. Hymn kończy wyznanie wiary w pochodzenie Ducha od Ojca i Syna oraz wieczne panowanie Trójcy Świętej.

## Tekst łaciński
Nunc, Sancte, nobis, Spiritus,

Unum Patri cum Filio,

Dignare promptus ingeri

Nostro refusus pectori.
Os, lingua, mens, sensus, vigor

Confessionem personent.

Flammescat igne caritas,

Accéndat ardor proximos.
Præsta, Pater piissime,

Patríque compar Unice,

Cum Spiritu Paraclito

Regnans per omne sæculum.